# الحسيوة (لودر)

تعديل مصدري - تعديل

الحسيوة هي إحدى قرى عزلة زارة بمديرية لودر التابعة لمحافظة أبين، بلغ تعداد سكانها 110 نسمة حسب تعداد اليمن لعام 2004.